# Yigtsang
De yigtsang was een onderdeel van de regering van Tibet. Deze instantie was belast met alle religieuze en monastieke zaken en voor de benoeming van monniken als functionaris in Tibet. Het was een machtig regeringsapparaat en was de tegenhanger van de kashag, het politieke orgaan in de Tibetaanse regering. De yigtsang was het hoogste boeddhistische ambt van Tibet.
De Yigtsang bestond uit vier monniken. Tussen deze instantie en de dalai lama stond nog chigyab khembo. Dit was de hoogste van alle monniken als functionaris. Voorstellen van de yigtsang gingen via hem naar de dalai lama en de chigyab kjembo kon ook wijzigingen in die voorstellen aanbrengen. Het was gebruikelijk dat hij bij besprekingen over zaken van echt nationaal belang van de Kashag aanwezig was.